# James Pickles
James Pickles (Halifax, 18 de março de 1925 - 18 de dezembro 2010) foi um juiz inglês famoso por sua abordagem "nonsense" e muitas decisões controversas, que mais tarde tornou-se um colunista de tablóide.